# European Championships 2018/Teilnehmer (Moldau)
| Gelbes Symbol für Goldmedaillen mit stilisierten Olympischen Ringen | Graues Symbol für Silbermedaillen mit stilisierten Olympischen Ringen | Braundes Symbol für Bronzemedaillen mit stilisierten Olympischen Ringen |
| ------------------------------------------------------------------- | --------------------------------------------------------------------- | ----------------------------------------------------------------------- |
| —                                                                   | —                                                                     | —                                                                       |

Die Republik Moldau nahm an den European Championships 2018 mit insgesamt acht Athleten und Athletinnen teil.

## Teilnehmer nach Sportarten

### Leichtathletik
Springen und Werfen 
| Athleten            | Wettbewerb  | Qualifikation | Qualifikation | Finale        | Finale        | Rang |
| Athleten            | Wettbewerb  | Weite/Höhe    | Rang          | Weite/Höhe    | Rang          | Rang |
| ------------------- | ----------- | ------------- | ------------- | ------------- | ------------- | ---- |
| Frauen              |             |               |               |               |               |      |
| Dimitriana Surdu    | Kugelstoßen | 16,87 m       | 15            | ausgeschieden | ausgeschieden | 15   |
| Alexandra Emilianov | Diskuswurf  | 58,83 m       | 6             | 58,10 m       | 8             | 8    |
| Marina Nichișenco   | Hammerwurf  | 64,37 m       | 24            | ausgeschieden | ausgeschieden | 24   |
| Zalina Petrivskaya  | Hammerwurf  | 69,17 m       | 10            | 71,80 m       | 6             | 6    |
| Männer              |             |               |               |               |               |      |
| Serghei Marghiev    | Hammerwurf  | 75,10 m       | 7             | 74,47 m       | 8             | 8    |
| Andrian Mardare     | Speerwurf   | 80,46 m       | 9             | 81,54 m       | 7             | 7    |

### Schwimmen
| Athleten       | Wettbewerb         | Vorlauf     | Vorlauf | Halbfinale    | Halbfinale    | Finale        | Finale        | Rang |
| Athleten       | Wettbewerb         | Zeit        | Rang    | Zeit          | Rang          | Zeit          | Rang          | Rang |
| -------------- | ------------------ | ----------- | ------- | ------------- | ------------- | ------------- | ------------- | ---- |
| Frauen         |                    |             |         |               |               |               |               |      |
| Alina Bulmag   | 50 m Brust         | 32,80 s     | 36      | ausgeschieden | ausgeschieden | ausgeschieden | ausgeschieden | 36   |
| Alina Bulmag   | 100 m Brust        | 1:10,35 min | 36      | ausgeschieden | ausgeschieden | ausgeschieden | ausgeschieden | 36   |
| Tatiana Chișca | 50 m Brust         | 31,40 s     | 15      | 31,51 s       | 13            | ausgeschieden | ausgeschieden | 13   |
| Tatiana Chișca | 100 m Brust        | 1:09,31 min | 30      | ausgeschieden | ausgeschieden | ausgeschieden | ausgeschieden | 30   |
| Tatiana Chișca | 50 m Schmetterling | 29,96 s     | 43      | ausgeschieden | ausgeschieden | ausgeschieden | ausgeschieden | 43   |

## Weblink
- offizielle European Championship Website